# Алешенка (река)
Але́шенка — река в России, протекает по Михайловскому району Рязанской области, правобережный приток реки Прони.
Длина реки — 11 км.
Река берёт своё начало севернее села Помозово и впадает в Проню недалеко от города Михайлова в районе села Заречье-2.

## Этимология
В. П. Загоровский свидетельствует о том, что алешки — «ольховые заросли» от белорусского «алешына» (ольха). Поэтому своё название река получила предположительно от зарослей чёрной ольхи расположенных в пойме реки.

## Населённые пункты от истока к устью
- село Помозово
- деревня Прудские Выселки
- Полянки ныне пустующая деревня
- село Заречье-2

## Данные водного реестра
По данным государственного водного реестра России, относится к Окскому бассейновому округу, водохозяйственный участок реки — Проня от истока до устья, речной подбассейн реки — бассейны притоков Оки до впадения Мокши. Речной бассейн реки — Ока.